# Оєнс (Айова)
Оєнс (англ. Oyens) — місто (англ. city) в США, в окрузі Плімут штату Айова. Населення — 92 особи (2020).

## Географія
Оєнс розташований за координатами 42°49′11″ пн. ш. 96°3′29″ зх. д. / 42.81972° пн. ш. 96.05806° зх. д. (42.819811, -96.058076).  За даними Бюро перепису населення США в 2010 році місто мало площу 0,24 км², уся площа — суходіл. В 2017 році площа становила 0,26 км², уся площа — суходіл.

## Демографія
Згідно з переписом 2010 року, у місті мешкали 103 особи в 42 домогосподарствах у складі 30 родин. Густота населення становила 424 особи/км².  Було 45 помешкань (185/км²).
Расовий склад населення:
| - 100,0 % — білих |

До двох чи більше рас належало 0,0 %. Частка іспаномовних становила 0,0 % від усіх жителів.
За віковим діапазоном населення розподілялося таким чином: 23,3 % — особи молодші 18 років, 62,1 % — особи у віці 18—64 років, 14,6 % — особи у віці 65 років та старші. Медіана віку мешканця становила 40,5 року. На 100 осіб жіночої статі у місті припадало 114,6 чоловіків;  на 100 жінок у віці від 18 років та старших — 132,4 чоловіків також старших 18 років.
Середній дохід на одне домашнє господарство  становив 62 148 доларів США (медіана — 62 813), а середній дохід на одну сім'ю — 63 073 долари (медіана — 68 750). За межею бідності перебувало 20,7 % осіб, у тому числі 40,6 % дітей у віці до 18 років та 0,0 % осіб у віці 65 років та старших.
Цивільне працевлаштоване населення становило 46 осіб. Основні галузі зайнятості: виробництво — 30,4 %, освіта, охорона здоров'я та соціальна допомога — 17,4 %, оптова торгівля — 10,9 %, роздрібна торгівля — 8,7 %.